# Бразилци
Бразилци (порт. Brasileiros) су сви људи рођени у Бразилу. Бразилци могу бити лица рођена у иностранству од оца или мајке Бразилца, или лица са бразилским држављанством.

## Ко су Бразилци?
Према Бразилском уставу Бразилци су:
- Особе које су рођена у Бразилу, чак и ако су родитељи станци. Ако су родитељи били у служби стане државе (као што су дипломатска представништва), тада дете не добија држављанство;
- Свако ко је рођен у иностранству, а има оца или мајка са бразилским држављанством, са регистацијом рођења у дипломатском представништву Бразила. Такође, особа која је рођена у инострантву, а има оца или мајку са бразилским држављанство, а није региствона у дипломатском представништу, после пуних 18 година одлази да живи у Бразил;
- Странац који живи у Бразилу, а који је предао и добио држављанство Бразила.

Према Уставу, сви људи који имају држављанство Бразила су једнаки, без обзира на расу, националност, пол или религија.

## Историја

### Кухиња
Бразилци, народ који су формирали португалски колонисти, афрички робови и приобална домородачка племена, формирали су посебну културу кухиње. Бразил је земља кафе, иако јој није постојбина, и највећи је светски произвођач и извозник квалитетне кафе. По извозу кафе позната је лука Сантос. Бразилци типично дан почињу јутарњом кафом (café da manhã). Традиционално јело од црног пасуља и пиринча са сувим месом зове се фежоада. Друга популарна јела су кошиња (јело од прженог теста са пилетином) и акараже (паста од пасуља пржена у уљу денде палме). За југ Бразила и државиу Рио Гранђи до Сул карактеристично је сточарство, па је популарна говедина на роштиљу. Национално пиће Бразила је кајпириња.

### Плес и музика
Бразил је земља карневала, чији су корени предхришћански. Карневалске поворке у Бразилу се крећу уз самба музику и у пратњи разних бубњева, удараљки и звечки.